# Mone
Pour les articles homonymes, voir Mone (homonymie).
Taxons concernés
Dans le genre Cercopithecus
- Cercopithecus mona
- Cercopithecus campbelli
- Cercopithecus lowei
- Cercopithecus denti
- Cercopithecus wolfi
- Cercopithecus pogonias
- Cercopithecus pogonias grayimodifier

Mone est le nom vernaculaire ambigu donné, en français, à certains singes parmi les cercopithèques, qui appartiennent au groupe de Cercopithecus mona.

## Étymologie et histoire du mot
Le terme « mone », attesté depuis le XVIe siècle, est un emprunt de l'espagnol « mona » qui signifie guenon. Il est probablement issu par aphérèse du mot maimon.

## Noms vernaculaires et noms scientifiques correspondants
- La Mone[2] - l'espèce Cercopithecus mona
- La Mone de Campbell - l'espèce Cercopithecus campbelli
- La Mone de Lowe - l'espèce Cercopithecus lowei[3]
- La Mone de Dent[2] - l'espèce Cercopithecus denti
- La Mone de Wolf[2] - l'espèce Cercopithecus wolfi
- La Mone couronnée - l'espèce Cercopithecus pogonias
- La Mone de Gray - la sous-espèce Cercopithecus pogonias grayi[4]

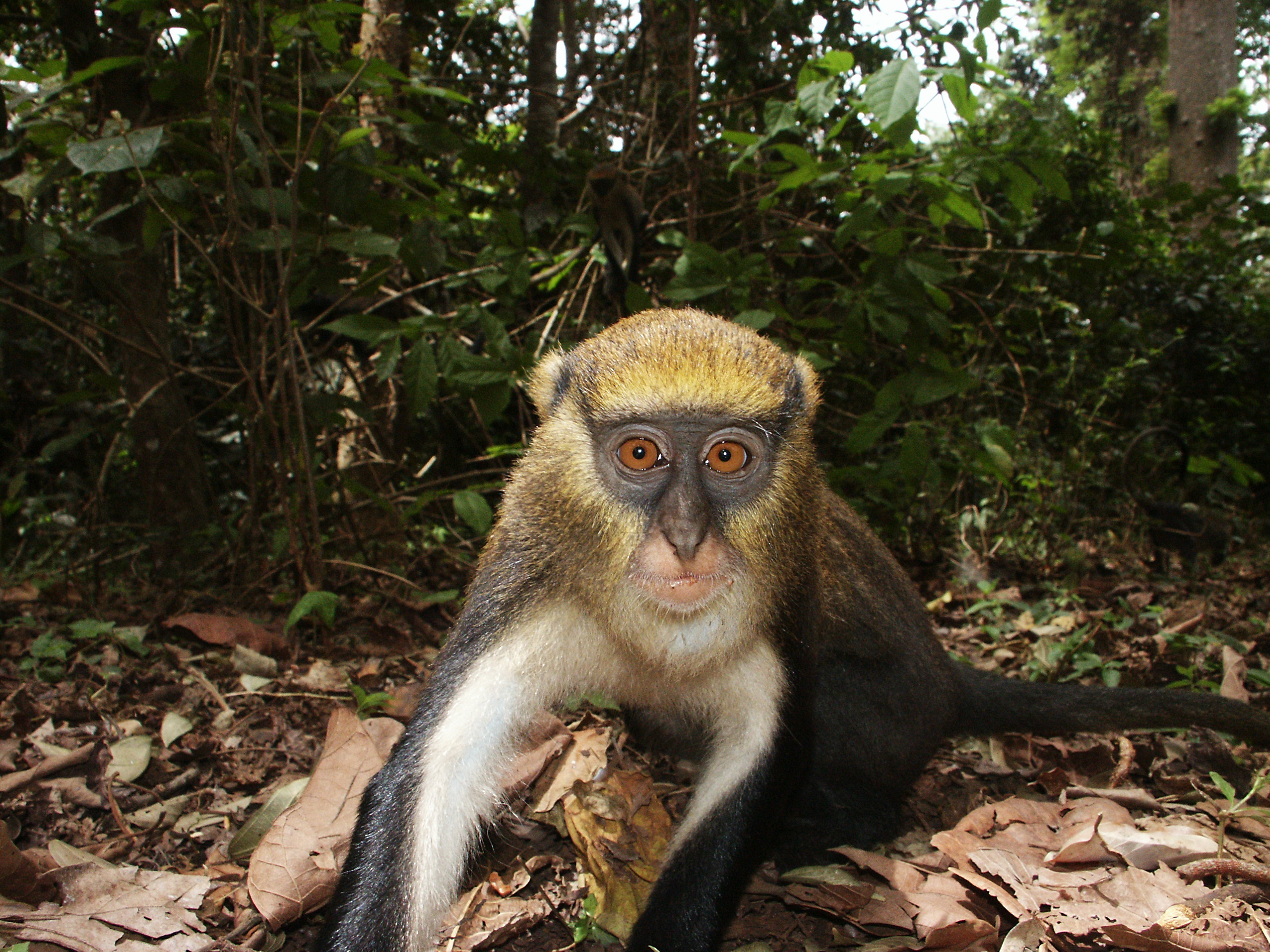
Mone de Lowe (Cercopithecus lowei)
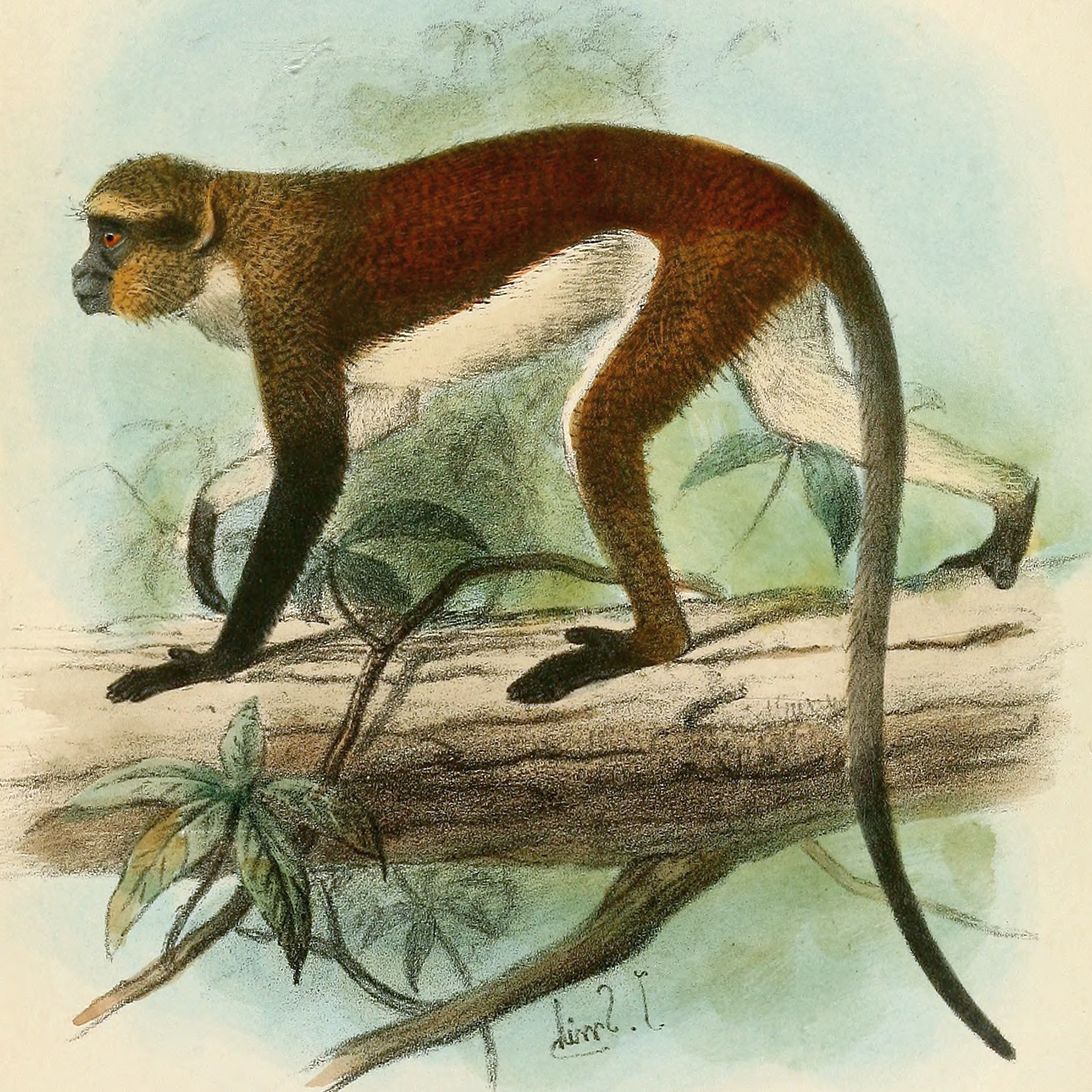
Mone de Dent (Cercopithecus denti)
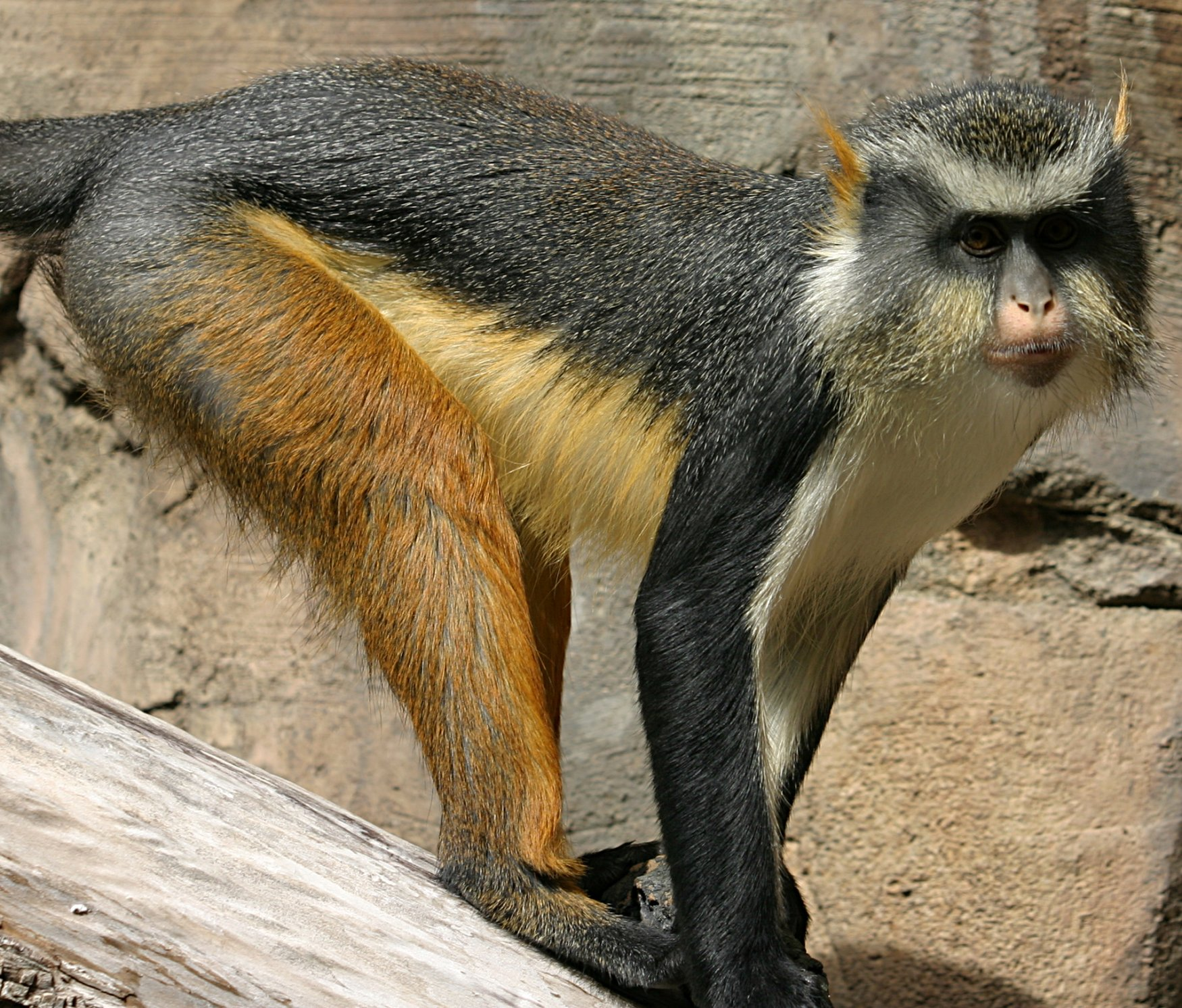
Mone de Wolf (Cercopithecus wolfi)
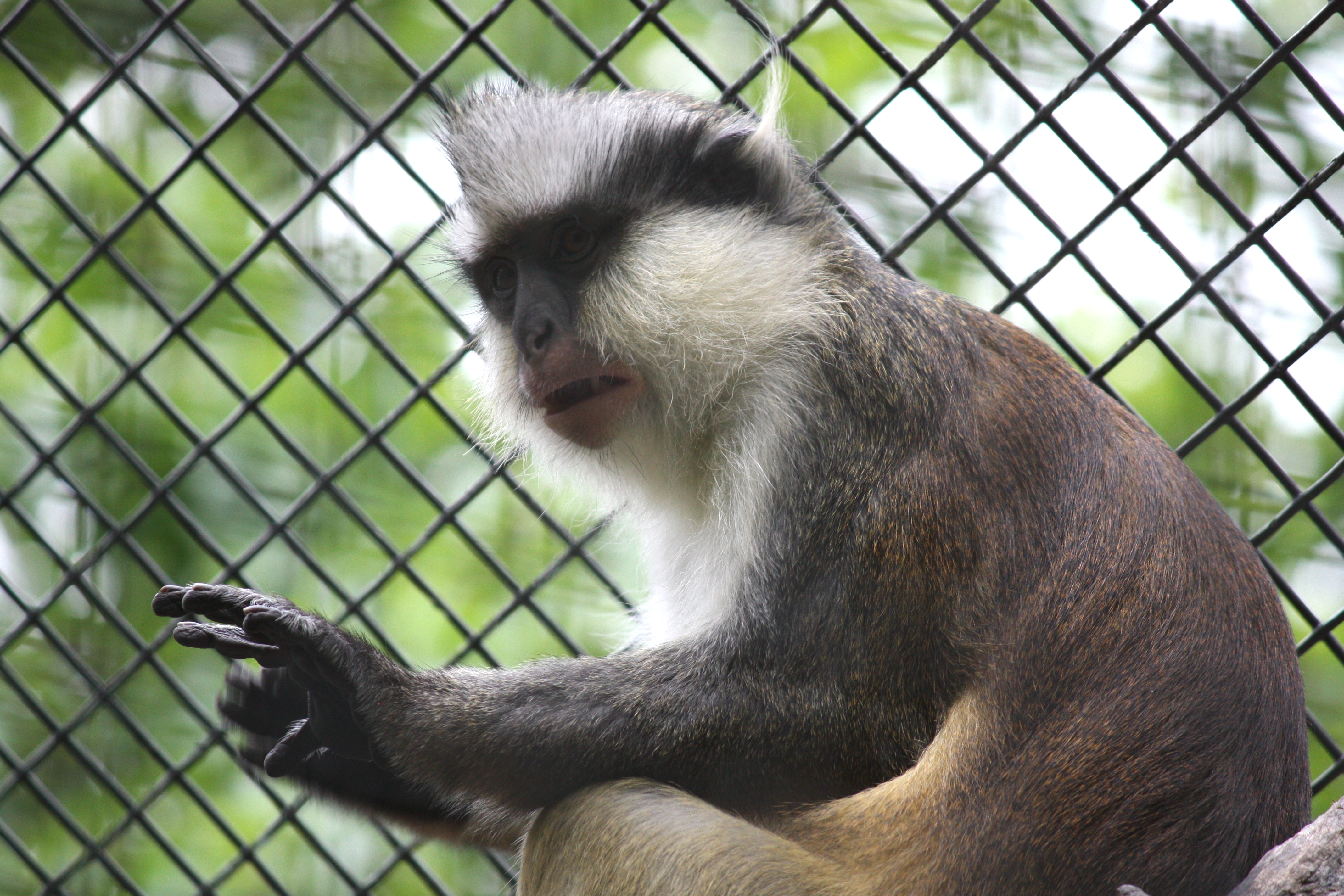
Mone couronnée (Cercopithecus pogonias)